# Уолкер (округ, Техас)
Округ Уолкер (англ. Walker County) расположен в США, штате Техас. На 2000 год численность населения составляла 61 757 человек. По оценке бюро переписи населения США в 2009 году население округа составляло 64 119 человек. Окружным центром является город Хантсвилл.

## История
Округ Уолкер был сформирован в 1846 году.

## География
Согласно данным Бюро переписи населения США площадь округа Уолкер составляет 2039 км².

### Соседние округа
- Хьюстон  (север)
- Тринити  (северо-восток)
- Сан-Джасинто  (восток)
- Монтгомери  (юг)
- Граймс  (запад)
- Мадисон  (северо-запад)

## Демография
По данным переписи населения 2000 года в округе проживало 61 757 жителей. Среди них 16,1 % составляли дети до 18 лет, 10,3 % люди возрастом более 65 лет. 40,5 % населения составляли женщины.
Национальный состав был следующим: 74,0 % белых, 23,4 % афроамериканцев, 0,5 % представителей коренных народов, 0,9 % азиатов, 15,9 % латиноамериканцев. 1,0 % населения являлись представителями двух или более рас.
Средний доход на душу населения в округе составлял $14508. 23,5 % населения имело доход ниже прожиточного минимума. Средний доход на домохозяйство составлял $38244.
Также 73,1 % взрослого населения имело законченное среднее образование, а 18,3 % имело высшее образование.